# شلتون (کنتیکت)
شلتون، کانتیکت (به انگلیسی: Shelton, Connecticut) یک شهر در ایالات متحده آمریکا است که در شهرستان فیرفیلد واقع شده‌است.

## خصوصیات
شلتون ۸۲٫۶ کیلومترمربع مساحت و ۳۹٬۵۵۹ نفر جمعیت دارد و ۱۹ متر بالاتر از سطح دریا واقع شده‌است.